# 時野谷常三郎
時野谷 常三郎（ときのや つねさぶろう、1881年12月27日 - 1942年12月21日）は、日本の歴史学者。ヨーロッパ政治外交史専攻。

## 来歴
茨城県出身。1907年東京帝国大学文科大学史学科を卒業し、陸軍教授に任命され、陸軍中央幼年学校に赴任する。1919年奈良女子高等師範学校（現・奈良女子大学）教授。1923年大阪高等学校教授を兼任。1925年京都帝国大学助教授、1933年教授。同年「普墺戦役ニ関スルビスマルクノ外交」で京大文学博士。

## 栄典
位階
- 1907年（明治40年）12月10日 - 従七位[1]
- 1912年（明治45年）3月1日 - 正七位[1]
- 1917年（大正6年）3月20日 - 従六位[1]
- 1919年（大正8年）12月27日 - 正六位[1]
- 1922年（大正11年）1月20日 - 従五位[1]
- 1930年（昭和5年）5月2日 - 従四位[1]
- 1937年（昭和12年）5月15日 - 正四位[1]
- 1942年（昭和17年）2月20日 - 従三位[1]

勲章等
- 1930年（昭和5年）11月6日 - 勲四等瑞宝章[1]
- 1936年（昭和11年）2月4日 - 勲三等瑞宝章[1]
- 1940年（昭和15年）11月10日 - 紀元二千六百年祝典記念章[1]

## 著書
- 『戦争と講和の歴史』冨山房 1914 時事叢書
- 『バルカンの風雲』アカギ叢書 1914
- 『最近世界史の大観』目黒書店・佐保会婦人文化叢書 1921
- 『日本文化史 第12巻 明治時代』大鐙閣 1922
- 『欧洲史蹟観』目黒書店 1930
- 『大日本史講座 明治時代史』雄山閣 1930
- 『西洋史講座[16]史籍解題』大類伸共著 雄山閣 1932
- 『西洋史講座 [7]第十八世紀史』雄山閣 1932
- 『現代史学大系 第14巻 現代の世界史』共立社 1933
- 『ビスマルクの外交』大八洲出版 1945

## 参考
- デジタル版日本人名大事典